# Піскова терапія
Піскова (піщана) терапія — метод психотерапії, який з'явився у рамках аналітичної психології . Це один з методів арт-терапії, який передбачає взаємодію з піском. Він є способом спілкування дитини або дорослого з навколишнім світом і самим собою, а також засобом зняття внутрішньої напруги через втілення її на несвідомо-символічному рівні.
Пісочна терапія допомагає у вирішенні наступних проблем:
- проблеми у поведінці різного характеру;
- агресія у дитини;
- тривожність, сором'язливість;
- замкнутість, невпевненість, занижена самооцінка;
- труднощі в спілкуванні;
- діти з особливими потребами — ДЦП, ЗПР;
- ранній дитячий аутизм (РДА), аутичний  розлад;
- синдром дефіциту уваги і гіперактивності (СДУГ);
- затримка розвитку мови;
- профілактика розвитку невротичних і психосоматичних розладів;
- проблеми взаємодії з батьками, однолітками.

## Особливості методу пісочної терапії

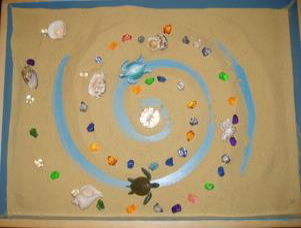
Приклад композиції, створеної на сеансі піщаної терапії

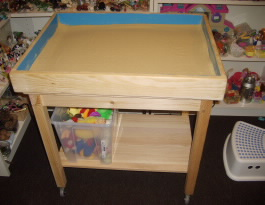
Стандартний дерев'яний столик-пісочниця для роботи з піском

У піщаній терапії використовується дерев'яний столик-пісочниця стандартного розміру (50 × 70 × 8 см), пісок, вода та колекція мініатюрних фігурок. Зазвичай, дно та борти пісочниць зазвичай пофарбовані у блакитний колір, а колекція різноманітних фігурок може включати в себе усі можливі об'єкти, які зустрічаються в навколишньому світі. Вони можуть бути реальними або міфічними. Також використовують природні матеріали, що дозволяє відчути зв'язок із природою, а рукотворні мініатюри — прийняти те, що вже існує.
У ході роботи з піском клієнту спочатку пропонують вибрати фігурки, що привертають його увагу, і побудувати з їх допомогою композицію на піску. Після цього клієнта просять дати назву своїй композиції і розповісти про неї історію.
Реалізується така терапія трьома способами. Найпростіший: проведення заняття з використанням звичайної вуличної пісочниці. Але цей спосіб має більше недоліків, ніж переваг. Для роботи пісок повинен бути чистим, а вулична пісочниця не може цього гарантувати. Також цей спосіб дуже залежний від погодних умов.
При професійному підході до пісочної терапії, виникає необхідність проводити заняття в приміщенні. При цьому є два варіанти: пісочниця з діодним підсвічуванням і інтерактивна пісочниця.
Перший варіант — світловий короб на якому зверху тонким шаром присутній пісок. Цей спосіб дає можливість малювати і проявляти фантазію, хоча більше використовується в розважальних цілях.
Другий, більш сучасний спосіб — це інтерактивна пісочниця. Позитивний вплив таких пісочниць на здоров'я науково обґрунтовано канадськими фахівцями (Hancock, 2010). Її перевагою є захоплюючі ефекти побудови ландшафту, пошук артефактів і скарби на час. Необхідно лише наявність різних іграшок (тварин, приміщень, людей і т. ін.). Сьогодні така терапія проходить більш захоплююче, що допомагає повністю абстрагуватися від того, де ти знаходишся.
Піщана (пісочна терапія) відрізняється від інших форм арт-терапії простотою маніпуляцій, можливістю створити нові форми, коротким періодом існування образів, що створюються. Можливість руйнування пісочної композиції, її реконструкція, і навіть багаторазове створення нових сюжетів, надає роботі певний вигляд ритуалу. Пісочні композиції відображають циклічність психічного життя, динаміку психічних змін у розвитку особистості. У даному арт-терапевтичному методі не обов'язково володіти особливими вміннями чи навичками. Маленькі статуетки чи фігурки, природні матеріали, дають можливість створити об'ємні композиції та відображають змісті психічних процесів, допомагають встановити доступ до довербальних рівнів психіки. Працюючи в психотерапії над розладами, що відбуваються з пори раннього дитинства, коли дитина ще не могла розмовляти, зоровий образ є дуже важливим.
"Психіка дитини в її передсвідомому стані є нічим іншим як tabula rasa; в ній закладені певні властивості психіки та певні людські інстинкти, певний фундамент більш високого порядку. Саме на цій основі будується «Я» і підтримується цією основою протягом усього життя. Коли основа перестає функціонувати починається застій, людина — її «Я» перестає функціонувати, тоді приходить смерть. Функціонування цієї основи має принципове значення оскільки навіть при розгляданні зовнішнього світу, ми можемо говорити про його вторинність, через те, що втрачено стосунок з основою — зовнішній світ втрачає зміст (Jung, 1961,.)

## Історія методу
Техніка «пісочної терапії» виникла у рамках юнгіанського аналітичного підходу та багато в чому базується на роботі із символічним змістом несвідомого як джерелом внутрішнього зростання та розвитку. Приблизно у 1940-х роках у Швеції з'явився «тест світу», розроблений Шарлоттою Бюлер, або так званий «Erica метод», який досі використовується у Швеції як діагностичний інструмент дитячої психіатрії. У Швейцарії дещо пізніше в роботі з дітьми почала використовуватися «техніка миру» Маргарет Ловенфельд, взята з «тесту світу». Натомість, Дорой М. Калфф (Швейцарія) з «техніки світу» був розроблений терапевтичний метод — «сендплей» (гра з піском) спочатку для роботи з дітьми, але надалі цей метод почав використовуватись і в роботі з дорослими.
Спочатку цей метод застосовувався в дитячому психоаналізі, тому що дітям складно словами описати свої переживання, як це зазвичай можуть робити дорослі. Але незабаром він став використовуватися і в роботі з дорослими клієнтами, допомагаючи висловити тяжкі переживання, біль від втрат, внутрішні конфлікти та якісь нестерпні почуття, про які неможливо було говорити. Невидимий біль і страждання душі за допомогою картини на піску з внутрішнього простору переноситься у зовнішній простір і стає видимим і відчутним. За допомогою образів, символів та метафор зі світом травми вже не так страшно мати справу, говорити про неї та трансформувати у щось інше, що дасть ресурс для подальшого зростання та розвитку.

## Концептуальні джерела пісочної терапії
«Фантазія — мати всіх можливостей, де подібно до всіх протилежностей внутрішній і зовнішній світи з'єднуються разом» (Карл Густав Юнг). Розроблену Юнгом техніку активної уяви (це особливий метод використання сили уяви, створений, щоб описувати марення при відкритих очах) можна розглядати, як теоретичну основу пісочної терапії. Пісочницю Юнг визначав як дитячий аспект колективного несвідомого, можливість надати травматичному досвіду видимої форми. Створення сюжетів, за допомогою піску, сприяє творчому регресу, робота у пісочниці повертає у дитинство та сприяє активізації «архетипу дитини». Пройшовши через власний досвід знайомства зі своєю «внутрішньою дитиною», Юнг пише: «Домінанта дитини — це щось із далекого минулого, і те, що існує зараз, тобто, це рудиментарний слід, а система, що функціонує у теперішньому. … „Дитина“ прокладає шлях до майбутнього перетворення особистості».
Швейцарський юнгіанський аналітик Дора Калфф, авторка даного методу, виділяє головний принцип, який був покладений в основу її роботи, — «створення вільного та захищеного простору», в якому особистість може висловлювати, досліджувати та аналізувати свій внутрішній світ, який трансформується у зовнішні поведінкові прояви, перетворюючи свій досвід та свої переживання, часто незрозумілі або тривожні для неї, видимі та відчутні образи. «Картина на піску може бути зрозуміла як тривимірне зображення будь-якого аспекту душевного стану. Неусвідомлена проблема розігрується в пісочниці, подібно до драми, конфлікт переноситься з внутрішнього світу до зовнішнього і стає зримим» (Дора Калфф, «Sandplay», 1980).
У 1990 р., після смерті Дори Калфф, її робота отримала загальне визнання у багатьох країнах світу. На сьогоднішній день метод гри з піском однаково використовується в роботі з дітьми та дорослими. Більшість фахівців у сфері психотерапії, які застосовують на практиці метод пісочної (піскової) терапії, — юнгіанські аналітики, але більшість членів Міжнародного товариства терапевтів, які використовують метод гри з піском, не працюють за методами юнгіанства . Ця техніка набула широкої популярності, і її застосування залишається привабливим для багатьох фахівців психотерапії та психологів.